# Sainte-Julie (Quebec)

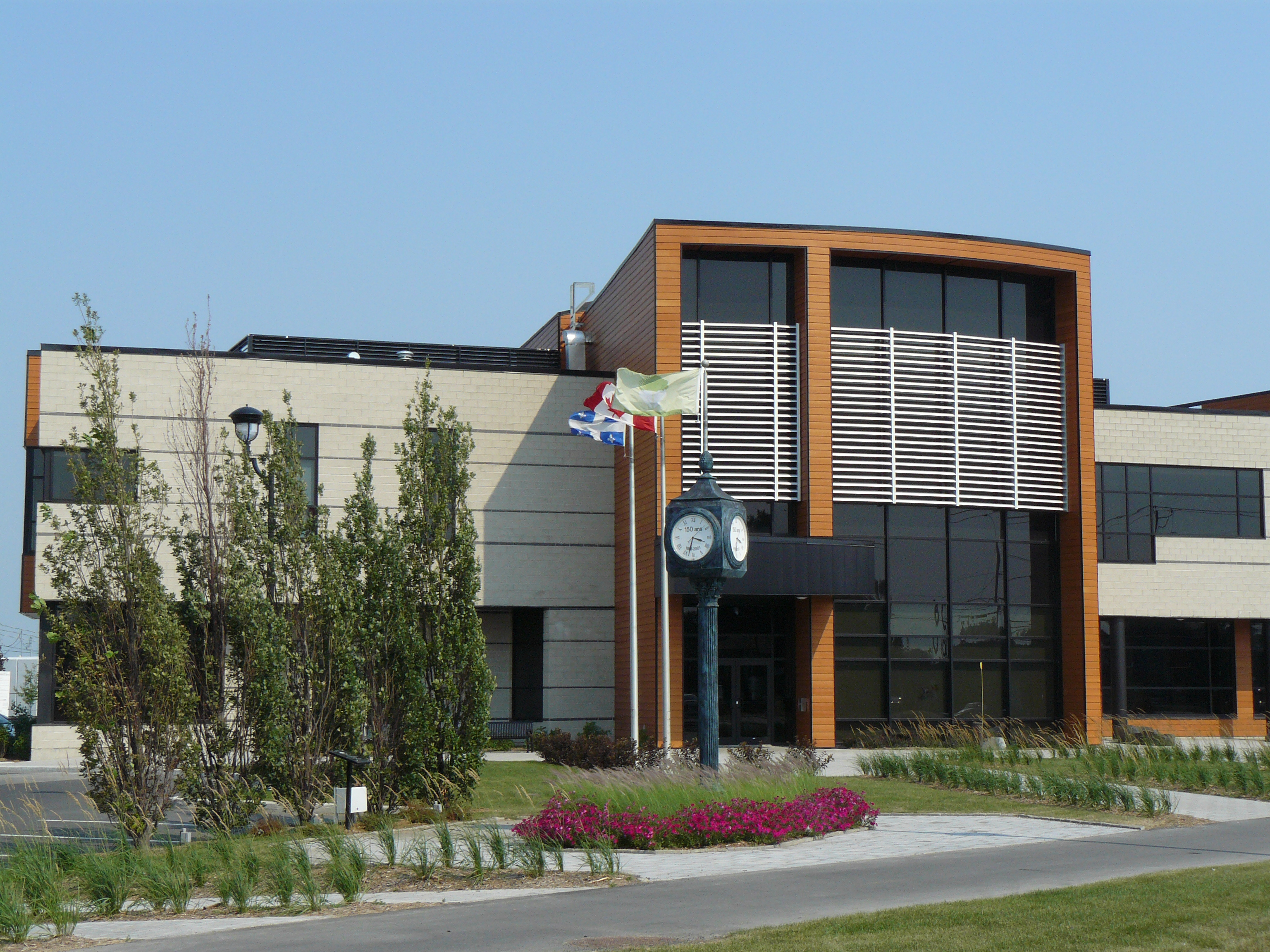
Biblioteca em Sainte-Julie, Montérégie, Quebec

Sainte-Julie é uma cidade do Canadá, no sudoeste da província do Quebec, e parte da região metropolitana de Montreal. Sua área é de 49.52 Km quadrados, e sua população é de 26,580 habitantes (do censo nacional de 2001).